# Colibrí de cua metàl·lica muntanyenc
El colibrí de cua metàl·lica muntanyenc (Opisthoprora euryptera) és una espècie d'ocell de la subfamília dels lesbins (Lesbiinae) dins la família dels troquílids (Trochilidae) i única espècie del gènere Opisthoprora (Cabanis et Heine, 1860).

## Hàbitat i distribució
Viu a la selva humida de muntanya, zones deforestades i la vora del bosc, dels Andes, entre el 2500 i 3500 metres, al sud de Colòmbia, Equador i el Perú.